# باريس سان جيرمان في كرة القدم الدولية
نادي باريس سان جيرمان لكرة القدم هو فريق كرة قدم مقره باريس، وهو الفريق الفرنسي الأكثر تتويجًا بالمسابقات الدولية للأندية بالمناصفة مع أولمبيك مارسيليا. فاز باريس سان جيرمان بـ3 ألقاب دولية: دوري أبطال أوروبا في عام 2025 وكأس الكؤوس الأوروبية في عام 1996 وكأس إنترتوتو في عام 2001. بالإضافة إلى ذلك، فقد احتلوا المركز الثاني في كأس السوبر الأوروبي 1996، وكأس الكؤوس الأوروبية 1996–97 ودوري أبطال أوروبا 2019–20. بفضل فوزه بكأس الكؤوس، أصبح باريس سان جيرمان الفريق الفرنسي الوحيد الذي فاز بهذه الكأس، فضلاً عن كونه أحد ناديين فرنسيين فقط فازا ببطولة أوروبية كبرى، وأصغر فريق أوروبي يفعل ذلك.
شارك الباريسيون لأول مرة في المسابقات الأوروبية في موسم 1982–83، عندما تأهلوا إلى كأس الكؤوس بعد التتويج ببطولة كأس فرنسا. خاضوا أول مباراة أوروبية لهم ضد لوكوموتيف صوفيا في الدور الأول يوم 15 سبتمبر 1982، واستمروا في المنافسة ليصلوا إلى ربع النهائي، ليخرجوا على يد واترشاي ثور البلجيكي. ثم ظهر باريس سان جيرمان لأول مرة في كأس الاتحاد الأوروبي (الدوري الأوروبي حالياً) في موسم 1984–85 قبل أن تكون خطواته الأولى في المسابقة الأوروبية الأولى للأندية، دوري أبطال أوروبا في موسم 1986–87.
بين عامي 1992 و1997، ظهر النادي في الدور نصف النهائي خمس مرات متتالية؛ ثلاثة في كأس الكؤوس الأوروبية، وواحد في دوري أبطال أوروبا وآخر في كأس الاتحاد الأوروبي. فازوا بكأسهم الأوروبية الأولى في عام 1996، بعد أن هزموا رابيد فيينا في نهائي كأس أبطال الكؤوس. منح هذا الانتصار باريس حق لعب كأس السوبر الأوروبي في أوائل عام 1997، حيث خسر أمام يوفنتوس. وصلوا إلى نهائي كأس الكؤوس الأوروبية للمرة الثانية على التوالي في عام 1997، وخسروا هذه المرة أمام برشلونة. شارك باريس سان جيرمان في بطولة كأس الإنترتوتو المنتهية مرة واحدة. وقد فعلوا ذلك في عام 2001، عندما حصدوا لقبهم القاري الثاني والأخير حتى الآن على حساب بريشيا بقاعدة الأهداف خارج الأرض في مباراتي النهائي.
كان على باريس سان جيرمان الانتظار 19 عامًا للعب في نهائي آخر. بقيادة مجموعة من النجوم بما في ذلك ماركو فيراتي والهداف إدينسون كافاني، تأهل النادي إلى مسابقات الاتحاد الأوروبي لكرة القدم كل موسم منذ 2010–11. وصلوا إلى نهائي دوري أبطال أوروبا لأول مرة في عام 2020، وخسروا بهدف نظيف أمام بايرن ميونيخ. لذلك، يظل لويس فرنانديز هو المدرب الوحيد على الإطلاق الذي حقق نجاحًا أوروبيًا مع باريس، بعد أن قادهم إلى لقبي كأس الكؤوس الأوروبية وكأس إنترتوتو. يعتبر المهاجم الليبيري جورج ويا (1995) والمهاجم الأرجنتيني ليونيل ميسي (2021 و2023) هما اللاعبان الوحيدان في تاريخ باريس سان جيرمان اللذين فازا بجائزة الكرة الذهبية.

## التاريخ

### نظرة
لم يكن نادي باريس سان جيرمان قد تأسس بعد عندما أقيمت معظم المسابقات الدولية الرسمية للأندية لأول مرة في الستينيات. تأسس النادي في عام 1970، وظهر لأول مرة على المستوى الأوروبي في عام 1982 في بطولة كأس الكؤوس الأوروبية المنتهية. بعد ذلك، شارك الباريسيون أيضًا في دوري أبطال أوروبا، والدوري الأوروبي، وكأس السوبر الأوروبي وكأس إنترتوتو الأوروبية الملغاة. وبما أن باريس سان جيرمان لم يفز قط بدوري أبطال أوروبا، فإنه لم يشارك أبدًا في كأس الإنتركونتيننتال السابقة، ولم يتمكن من المشاركة في خليفتها، كأس العالم للأندية. كما لم يشارك فريق العاصمة مطلقًا في دوري المؤتمر الأوروبي، والتي أقيمت نسختها الأولى في عام 2021.

### الخطوات الأولى في كرة القدم الأوروبية (1982–91)

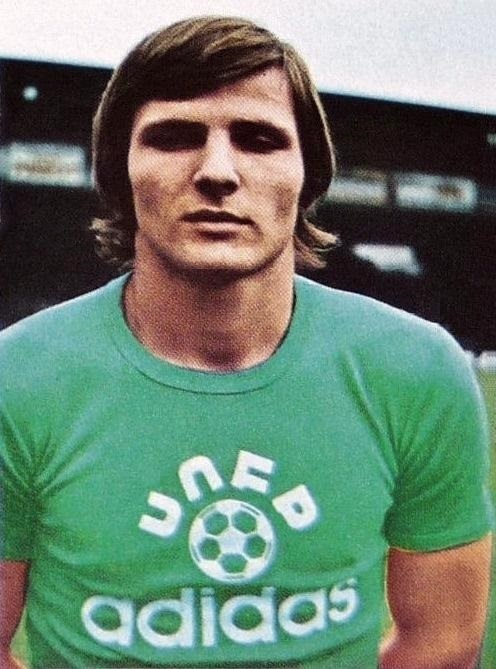
كان دومينيكي باثيناي قائدًا لفريق باريس سان جيرمان في مشاركته الأوروبية الأولى.

فاز باريس سان جيرمان بأول لقب كبير له، وهو كأس فرنسا، في عام 1982. فتح هذا النجاح أبواب أوروبا لباريس سان جيرمان لأول مرة في تاريخه، وحصل على مقعد في كأس الكؤوس الأوروبية 1982–83. كانت التوقعات ضخمة، بعد أن عزز باريس سان جيرمان تشكيلته بالفائز بالحذاء الذهبي الأوروبي كيس كيست، وبطل كأس العالم 1978 أوزفالدو أرديليس، والأهم من ذلك، الساحر اليوغوسلافي سافيت سوسيتش، الذي يظل حتى يومنا هذا أحد أعظم لاعبي النادي على الإطلاق. انضموا إلى تشكيلة قوية بالفعل، مع لاعبين من ذوي الخبرة مثل دومينيكي باثيناي، دومينيك باراتيلي، دومينيك روشيتو، مصطفى دحلب وناباتينغ توكو بالإضافة إلى أبناء الأكاديمية الواعدين لويس فرنانديز، جان كلود ليمو وجان مارك بيلورجي.
خاض الفريق الباريسي مباراته الأوروبية الأولى في الدور الأول ضد لوكوموتيف صوفيا في بلغاريا. مع غياب صانع الألعاب دحلب، كانوا محظوظين بالخروج بهزيمة صغيرة 1–0. في ملعب بارك دي برانس، سيطر رجال جورج بيروش على المباراة من البداية إلى النهاية، لكنهم وجدوا أنفسهم على حافة الإقصاء عندما تعادل لوكوموتيف مباشرة بعد العودة من استراحة بين الشوطين. وكان عليهم الآن أن يسجلوا هدفين آخرين. وأعاد باثيناي سريعا التقدم لفريق باريس سان جيرمان الذي اضطر للانتظار حتى الدقائق العشر الأخيرة لضمان تأهله المثير إلى الدور الثاني. استقبل توكو تمريرة عرضية من باسكال زاريمبا ليسجل هدفًا رائعًا من مسافة قريبة، قبل أن يقضي ميشيل نغوم وليمولت على أي أمل للضيوف في العودة بإضافة هدفين (5–1).
بعد الفوز على سوانزي سيتي ذهابًا وإيابًُا، بدا أن قرعة ربع النهائي مثالية، حيث تجنب باريس فرقًا كبيرة مثل ريال مدريد وبايرن ميونخ وإنتر ميلان. كانت مباراة الذهاب ضد فريق واترشاي بطل كأس بلجيكا هي أول لقاء أوروبي كبير للنادي، وهو ما انعكس في حضور 49،575 مشجعًا في بارك دي برانس، وهو رقم قياسي للحضور عبر التاريخ. فاز باريس سان جيرمان بنتيجة 2–0، بفضل الأداء الرائع من لويس فرنانديز الذي سجل الهدف الأول. لكن في مباراة الإياب، خسر باريس 3–0 بعد الوقت الإضافي، وخرج في مباراة مثيرة للجدل للغاية أنهاها بتسعة لاعبين.
بقيادة اللاعب النجم سافيت سوسيتش، تأهل الفريق الأحمر والأزرق إلى كأس الكؤوس الأوروبية 1983–84 بعد الدفاع بنجاح عن لقب كأس فرنسا في عام 1983. واجهوا فريق غلينتوران من أيرلندا الشمالية في الدور الأول، وفازوا بنتيجة 4–2 في مجموع المباراتين، ليواجهوا فريق يوفنتوس بقيادة ميشيل بلاتيني. كانت هذه هي المرة الأولى التي يلعب فيها باريس سان جيرمان ضد نادٍ أوروبي كبير، فضلاً عن كونها الأولى من بين العديد من المباريات التي لا تنسى ضد الفريق الإيطالي. كان باريس سان جيرمان على قدر المسؤولية، فتعادل في المباراتين وخرج من البطولة فقط بفارق الأهداف خارج الأرض أمام الفريق الذي حقق اللقب في النهاية. وكانوا قريبين جدًا من إقصاء يوفنتوس في مباراة الإياب في تورينو، حيث سدد سوشيتش ركلة حرة اصطدمت بالقائم وأهدر بيلورجيت فرصة سانحة للتسجيل قبل صافرة النهاية.
ولكن المغامرات الأوروبية الثلاث المقبلة لنادي العاصمة ستكون أقل مجدا. بعد الفوز على هارت أوف ميدلوثيان في أول ظهور له في كأس الاتحاد الأوروبي موسم 1984–85، صدمهم فريق فيديوتون -الذي وصل إلى النهائي بشكل مفاجئ- في الدور الثاني. عقب الهزيمة بنتيجة 4–2 في بارك دي برانس، ثم مباراة إياب شهدت فوز المجريين أيضًا. مع تقدم الفريق المضيف بنتيجة 2–0، تم إيقاف وإلغاء المباراة بسبب الضباب الكثيف. حصل باريس على فرصة ثانية، ولكن حتى إعادة المباراة لم تفدهم، وانتصر فيديوتون مرة أخرى بنتيجة 1–0. كانت مشاركة باريس سان جيرمان الأولى في كأس أوروبا أسوأ من ذلك. بعد فوزهم بالدوري الفرنسي، سقطوا في العقبة الأولى أمام فريق فيتكوفيتشي غير المرشح في موسم 1986–87. وأخيرًا، قدم باريس سان جيرمان أداءً مريرًا آخر في كأس الاتحاد الأوروبي 1989–90. حيث هزموا بصعوبة فريق كوسيسي الفنلندي المتواضع في الدور الأول، ولكنهم بعد ذلك خرجوا أمام البطل لاحقًا يوفنتوس في الدور الثاني.

### استحواذ قناة كنال+، لعنة نصف النهائي (1991–95)

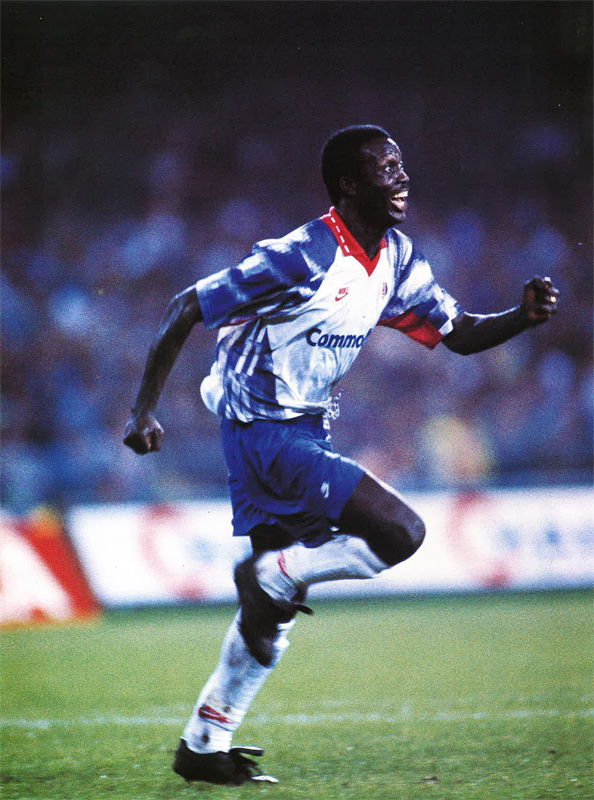
جورج ويا ضد نابولي في عام 1992.

أدى استحواذ قناة كنال+ على باريس سان جيرمان في عام 1991 إلى تنشيط النادي، مما سمح له بأن يصبح أحد أغنى الأندية في فرنسا. لقد عينوا أرتور جورج، المشهور بفوزه بكأس أوروبا 1986–87 مع بورتو، مدربًا للفريق ووقعوا مع النجوم الدوليين راي وريكاردو وفالدو وجورج ويا بالإضافة إلى اللاعبين الفرنسيين لوران فورنييه وبرنارد لاما وفينسنت غيران ودافيد جينولا. بدأ صعود النادي القاري في كأس الاتحاد الأوروبي 1992–93، حيث شق طريقه إلى ربع النهائي بعد تجاوزه باوك ونابولي وأندرلخت قبل أن يواجه ريال مدريد. في مباراة الذهاب، خسر باريس سان جيرمان بنتيجة 3–1 في ملعب سانتياغو برنابيو وكان على بعد خطوة واحدة من الإقصاء.
لكن باريس سان جيرمان نجح في تحقيق أكبر عودة في تاريخه على ملعب بارك دي برينس. تقدم الفريق بنتيجة 3–0 إلى حدود الوقت بدل الضائع بأهداف من جورج ويا ودافيد جينولا وفالدو، قبل أن ينجح ريال مدريد في تقليص الفارق وإجبار الفريق على اللجوء إلى الوقت الإضافي كما بدا. وبعدها مباشرة، حصل باريس على ركلة حرة قريبة، وضعها فالدو في الدقيقة 90+4 على رأس أنطوان كومباريه الذي سجل الهدف الرابع، ليقود فريقه إلى الدور نصف النهائي لأول مرة في تاريخه (4–1). أكسب هذا الهدف كومباريه مكانة أسطورة بين المشجعين ولقب "الخوذة الذهبية". يعتبر فوز باريس سان جيرمان في دور الثمانية على مدريد أحد أفضل المواجهات على الإطلاق في البطولة.
انتهت رحلة باريس سان جيرمان الخيالية في الدور قبل النهائي ضد يوفنتوس، الفائز باللقب في النهاية. رغم تقدم باريس بهدف حاسم خارج أرضه عن طريق جورج ويا بعد تمريرة عبقرية من دافيد جينولا، إلا أن روبرتو باجو سجل هدفين للبيانكونيري، لينتهي الذهاب بنتيجة 2–1، ثم عاد في الإياب ليضيف هدفًا ثالثًا ليوفنتوس لينتصر بنتيجة 3–1 في مجموع المباراتين. كان رفض الحكم منح ركلة جزاء بعد عرقلة ويا في مباراة الإياب من الأسباب الرئيسية لسقوط باريس سان جيرمان.
سوف يتكرر التاريخ في بطولة كأس الكؤوس الأوروبية في موسم 1993–94. فاز باريس سان جيرمان على ريال مدريد في ربع النهائي، ليصبح في آنذاك الفريق الفرنسي الوحيد الذي يفوز في البرنابيو بهدف وحيد من جورج ويا، لكنه فشل في الوصول إلى النهائي مرة أخرى. بعد التعادل 1–1 على أرضه أمام أرسنال، احتاج الباريسيون إلى التسجيل في لندن، ولكن بشكل مفاجئ، ترك أرتور جورج وياه في المدرجات، حيث شاهد فريقه يخسر (1–0). وقد شهدت هذه المباراة نهاية فترة جورج مع الفريق وأسلوبه المحافظ في اللعب. وفي مكانه، وقع النادي مع لويس فيرنانديز، الذي قاد باريس سان جيرمان إلى واحدة من أفضل مشاركاته القارية على الإطلاق.
أوقعت القرعة الفريق الباريسي في المجموعة الثانية الصعبة من دوري أبطال أوروبا، إلى جانب بايرن ميونخ وسبارتاك موسكو ودينامو كييف، نجح الفريق في الفوز بكل المباريات، ليصبح الفريق الأحمر والأزرق واحدًا من سبعة فرق فقط فازت بجميع مباريات المجموعة الست. ومن الجدير بالذكر أن فوز باريس سان جيرمان 1–0 خارج أرضه على بايرن، شهد تسجيل جورج ويا واحدًا من أفضل أهدافه، بعد مراوغة ثلاثة مدافعين قبل تسديد الكرة في الزاوية العليا لشباك أوليفر كان. وإلى يومنا هذا، يعتبر هدف وياه الرائع واحدًا من أجمل الأهداف في تاريخ البطولة. وبعد ذلك نجح باريس في إقصاء برشلونة الذي كان يتولى تدريبه يوهان كرويف، ليبلغ نصف نهائي دوري أبطال أوروبا لأول مرة في تاريخه؛ حققوا عودة لا تنسى، حيث سجل راي وفنسنت غيران ليقلبا النتيجة على برشلونة المتقدم منذ الدقيقة 50، ليفوز الباريسيون بنتيجة 3–2 في مجموع المباراتين. لكن الحظ لم يحالفه أمام ميلان في مباراة الذهاب على ملعب بارك دي برينس؛ سجل الروسونيري هدف الفوز في اللحظات الأخيرة من المباراة بعد دقائق من تسديدة دافيد جينولا التي اصطدمت بالعارضة. لم يواجه ميلان أي مشاكل في مباراة الإياب وحقق فوزًا بنتيجة 2–0، مما أدى إلى دفن حلم باريس سان جيرمان الأوروبي.

### لقب كأس الكؤوس الأوروبية تحت قيادة لويس فيرنانديز (1995–96)
خيم الإحباط على اللاعبين والمدرب لويس فيرنانديز ورئيس النادي ميشيل دينيسو ‏ بعد أن خرج الفريق من الدور نصف النهائي أوروبيًا ثلاث مرات متتالية. بدافع اقترابه الشديد من المجد، تعاقد النادي مع بطل العالم المستقبلي يوري دجوركاييف، وأفضل هدافي دوري الفرنسي الموسم الماضي، باتريس لوكو، والمدافع الذي تحول إلى بطل غير متوقع: برونو نغوتي. انضموا إلى فريق موهوب يضم مسبقًا نجم النادي البرازيلي راي، والمهاجم البنمي خوليو ديلي فالديز ولاعب الوسط الفرنسي فينسنت غيران.
بدأ باريس سان جيرمان بطولة كأس الكؤوس الأوروبية 1995–96 بفوزين ساحقين على مولده (6–2) وسلتيك (4–0) في الدورين الأول والثاني بإجمالي المبارتين وفي الدور ربع النهائي، واجهوا فريق بارما، المرشح الأوفر حظا للفوز باللقب. لقد كان الفريق الإيطالي قويًا ولم يرغب أحد في مواجهته، مع لاعبين أسطوريين مثل دينو باجو، فرناندو كوتو، جانفرانكو زولا، فابيو كانافارو، فيليبو إنزاغي، خريستو ستويتشكوف. وبالفعل، كان بارما هو الفريق الوحيد القادر على هزيمة الفريق الباريسي في ذلك الموسم، بفضل هدف وحيد من ستويتشكوف في إيطاليا. لكن باريس سان جيرمان عاد في الإياب، بركلتا جزاء من راي وهدف آخر من لوكو ليقودا فريقهما للفوز 3–1 على فريق بارما أمام جماهير غفيرة في ملعب بارك دي برانس للوصول إلى الدور نصف النهائي الأوروبي الرابع على التوالي.
كان ديبورتيفو لاكورونيا الإسباني الشهير خصم باريس في الدور قبل النهائي، بقيادة المدرب الويلزي جون توشاك، واللاعبين ماورو سيلفا، وبيبيتو، وميروسلاف ديوكيتش، ودوناتو، كانوا من المرشحين للقب. لم يحضر دجوركاييف المصاب، في التشكيلة الأساسية في مباراة الذهاب الصعبة. لكن فيرنانديز أشركه قبل خمس دقائق من نهاية المباراة وسجل هدف المباراة الوحيد في قرجيطة. كرر باريس سان جيرمان هذاه النتيجة في باريس بهدف وحيد عن طريق لوكو. ليسكر لعنة الدور نصف النهائي، وأصبح النهائي الأوروبي الأول للنادي حقيقة. كان نادي رابيد فيينا النمساوي هو المنافس في المباراة النهائية. لقد كانوا بمثابة مفاجأة الموسم، حيث تمكنوا من إقصاء فرق مميزة مثل سبورتينغ لشبونة ودينامو موسكو وفاينورد.
ومع ذلك، كان هناك الكثير من الضغوط لتحقيق النجاح بعد سنوات من الفشل. وبعد أن رأى دينيسوت هذا الوضع، قام بتعيين لاعب التنس الفرنسي السابق يانيك نواه كمدرب تحفيزي. وقد ثبت أن هذه كانت ضربة عبقرية كما اعترف قائد فريق باريس سان جيرمان برنارد لاما في وقت لاحق. بأمال كبيرة، بدا الفريق جاهزا لتلك الليلة، التي وافقت تاريخ الأربعاء 8 مايو 1996، أمام 37،500 متفرج حاضرين في ملعب الملك بودوان في بروكسل. ولم تؤثر حتى إصابة نجم الفريق راي الذي حل محله ديلاي فالديز في وقت مبكر من المباراة على الفريق، أمام فريق رابيد الذي كان أداؤه ضعيفًا. وبفضل سيطرة دجوركاييف على اللعب، نجح باريس سان جيرمان في خلق الفرص تلو الأخرى حتى جاء الهدف الوحيد في المباراة أخيرًا، عند مرور نصف ساعة من اللعب. لمس دجوركاييف ركلة حرة على يمينه وأطلق نغوتي تسديدة أرضية قوية من مسافة ثلاثين مترا. اصطدمت الكرة بشكل طفيف بالمدافع، وخدعت حارس مرمى رابيد قبل أن تستقر في الشباك.
أصبح باريس ثاني نادٍ فرنسي يفوز ببطولة أوروبية كبرى، بعد غريمه التقليدي أولمبيك مرسيليا الذي حقق دوري أبطال أوروبا موسم 1992–93. كما جعل هذا الفوز باريس سان جيرمان أصغر نادٍ يحصد لقبًا أوروبيًا في التاريخ، بعمر 25 عامًا فقط. منذ هذا التتويج الباريسي عام 1996، لم يتمكن أي فريق فرنسي من رفع كأس قارية كبيرة أخرى. بعد ثلاث سنوات، ألغى الاتحاد الأوروبي لكرة القدم كأس الكؤوس، ليصبح باريس سان جيرمان الفريق الفرنسي الوحيد الذي فاز بالبطولة على الإطلاق.

### كابوس كأس السوبر، وصيف كأس الكؤوس الأوروبية (1996–2000)

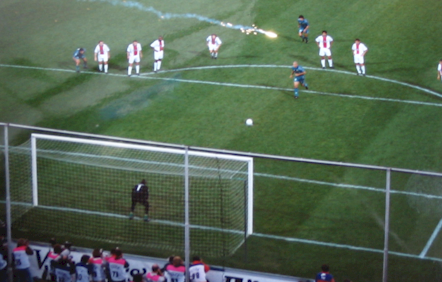
ضربة جزاء رونالدو ضد باريس سان جيرمان في نهائي 1997.

مع حلول ريكاردو محل لويس فرنانديز كمدير فني، واجه بطل كأس الكؤوس الأوروبية باريس سان جيرمان، بطل دوري أبطال أوروبا يوفنتوس، في كأس السوبر الأوروبي 1996. أثبت البيانكونيري أنهم أقوياء للغاية، مؤكدين مكانتهم كعقدة لباريس سان جيرمان. أنهى اليوفي المنافسة فعليًا في مباراة الذهاب، مسجلين ستة أهداف في ملعب بارك دي برينس (1–6). سجل يوفنتوس هدفًا في غضون خمس دقائق ودخل غرفة الملابس متقدمًا بنتيجة 0–4. وسجل راي ركلة جزاء بعد ثماني دقائق من بداية الشوط الثاني لكن طرد لوران فورنييه بعد ذلك بقليل حطم أي آمال للفريق الفرنسي في العودة. وأكمل الضيوف الفوز بهدفين آخرين في اللحظات الأخيرة. مرة أخرى، فرض يوفنتوس نفسه في إيطاليا ليكمل هزيمة فادحة بنتيجة 9–2 في مجموع المباراتين أمام باريس سان جيرمان.
وصل الأحمر والأزرق إلى نهائي كأس الكؤوس الأوروبية 1997 بعد أربعة أشهر فقط من هذه الحادثة. خسر باريس سان جيرمان 4–2 أمام غلطة سراي في إسطنبول، لكنه قلب الأمور إلى فوز 4–0 في العاصمة الفرنسية ليصل إلى ربع النهائي. بعد التعادل بدون أهداف على أرضه أمام أيك أثينا، سجل باتريس لوكو هاتريك ليحقق الفوز 3–0 في اليونان. وبعد ذلك، سحق باريس سان جيرمان ليفربول في باريس، حيث تقدم 3–0 في مباراة الذهاب، وهو ما بدا وكأنه قد ضمن له مكانه في النهائي. ومع ذلك، كان عليهم الصمود بقوة في الإياب، حيث كان ليفربول قريبًا بشكل لا يصدق من قلب النتيجة، بعد فوزه 2–0 في أنفيلد.
في المباراة النهائية، التقى باريس سان جيرمان فريق برشلونة، وهو الفريق الذي يديره المدرب الإنجليزي البارز بوبي روبسون، ويضم تشكيلة مرصعة بالنجوم بقيادة لويس فيغو ورونالدو. أقيمت المباراة على ملعب فيينورد في روتردام، وشهدت معاناة باريس من نحس كأس الكؤوس الأوروبية، ليصبح الفريق الثامن الذي يصل إلى النهائي الثاني على التوالي ويخسره. في الدقيقة 38، تعرض رونالدو لعرقلة داخل منطقة الجزاء من قبل برونو نغوتي، بطل فوز باريس سان جيرمان باللقب في الموسم الماضي. تولى رونالدو مهمة تنفيذ ركلة الجزاء بنفسه وسددها بهدوء في مرمى برنارد لاما. بذل باريس سان جيرمان قصارى جهده من أجل إدراك التعادل، لكن على الرغم من خنق المنافس وضربه قائم المنافس من خلال لوكو في الشوط الثاني، إلا أن ذلك لم يكن كافيًا.
افتتح باريس سان جيرمان موسم دوري أبطال أوروبا 1997–98 بمواجهة ستيوا بوخارست في الدور التأهيلي الثاني، ليدخل الفائز مرحلة المجموعات. في مباراة الذهاب، وبعد أن تقدم مرتين، خسر باريس بنتيجة 3–2 في رومانيا. وتعرضت أمالهم في التأهل لضربة قوية، عندما فرض الاتحاد الأوروبي لكرة القدم عقوبة على باريس سان جيرمان بالخسارة 3–0 بسبب إشراك اللاعب الموقوف لوران فورنييه. هذا الخطأ الإداري يعني الآن أن باريس كان عليه أن يفوز في مباراة الإياب بفارق أربعة أهداف. نجح ليوناردو الذي كان يخوض مباراته الأخيرة مع النادي، في قيادة باريس سان جيرمان إلى واحدة من أفضل لياليهم الأوروبية على الإطلاق. حيث ساهم عن الطريق الصناعة في تسجيل أربعة من الأهداف الخمسة التي سجلها باريس في مرمى ستيوا في ملعب بارك دي برينس (5–0).
أقصي باريس بطريقة قاسية في مرحلة المجموعات. سجل يوفنتوس هدف الفوز في الدقائق الأخيرة من مباراته بالمجموعة الثانية أمام مانشستر يونايتد، ليجعل فوز باريس سان جيرمان على بشكتاش في المجموعة الخامسة بلا فائدة ويتقدم إلى ربع النهائي باعتباره ثاني أفضل وصيف في المجموعات. انهى كلا الفريقين الدور بـ 12 نقطة، لكن يوفنتوس كان لديه فارق أهداف أفضل (+4 إلى +1). واجهوا مصيرًا مماثلًا في مباراتهم الأوروبية التالية. بعد حصوله على مكان في كأس الكؤوس الأوروبية 1998–99 باعتباره بطل الكأس المحلية، تعرض باريس سان جيرمان للإذلال على يد مكابي حيفا المتواضع في الجولة الأولى. صُدم فريق باريس سان جيرمان في باريس، حيث سمح خطأ دفاعي لحيفا بانتزاع التعادل الثمين 1–1، وتم إقصاؤه بهدف في الدقيقة 90 في مباراة الإياب (3–2).

### عودة لويس فيرنانديز وأبطال إنترتوتو (2000–03)
شهدت بطولة دوري أبطال أوروبا 2000–01 تسجيل باريس سان جيرمان اثنتين من النتائج الأكثر شهرة وتناقضًا في تاريخ المسابقة. في مرحلة المجموعات الأول، أصبح باريس سان جيرمان أول فريق يسجل سبعة أهداف في مباراة عندما سحق روسنبورغ بنتيجة 7–2 في ملعب بارك دي برينس. كان مجموع الأهداف التسعة المسجلة في المباراة، والذي تضمن هدفين من نيكولا أنيلكا، رقمًا قياسيًا أيضًا في ذلك الوقت. ثم في دور المجموعات الثاني، تعرض باريس لريمونتادا على يد ديبورتيفو لاكورونيا، الذي أصبح الفريق الثاني فقط الذي يعود من تأخره بثلاثة أهداف إلى الفوز. كان الأحمر والأزرق متقدمين بنتيجة 0–3 في إسبانيا بعد 55 دقيقة عن طريق جي-جي أوكوتشا ولوران لوروا (هدفين)، ثم خسروا المباراة بعد تألق والتر باندياني (هاتريك) ودييغو تريستان لصالح الديبور (4–3).

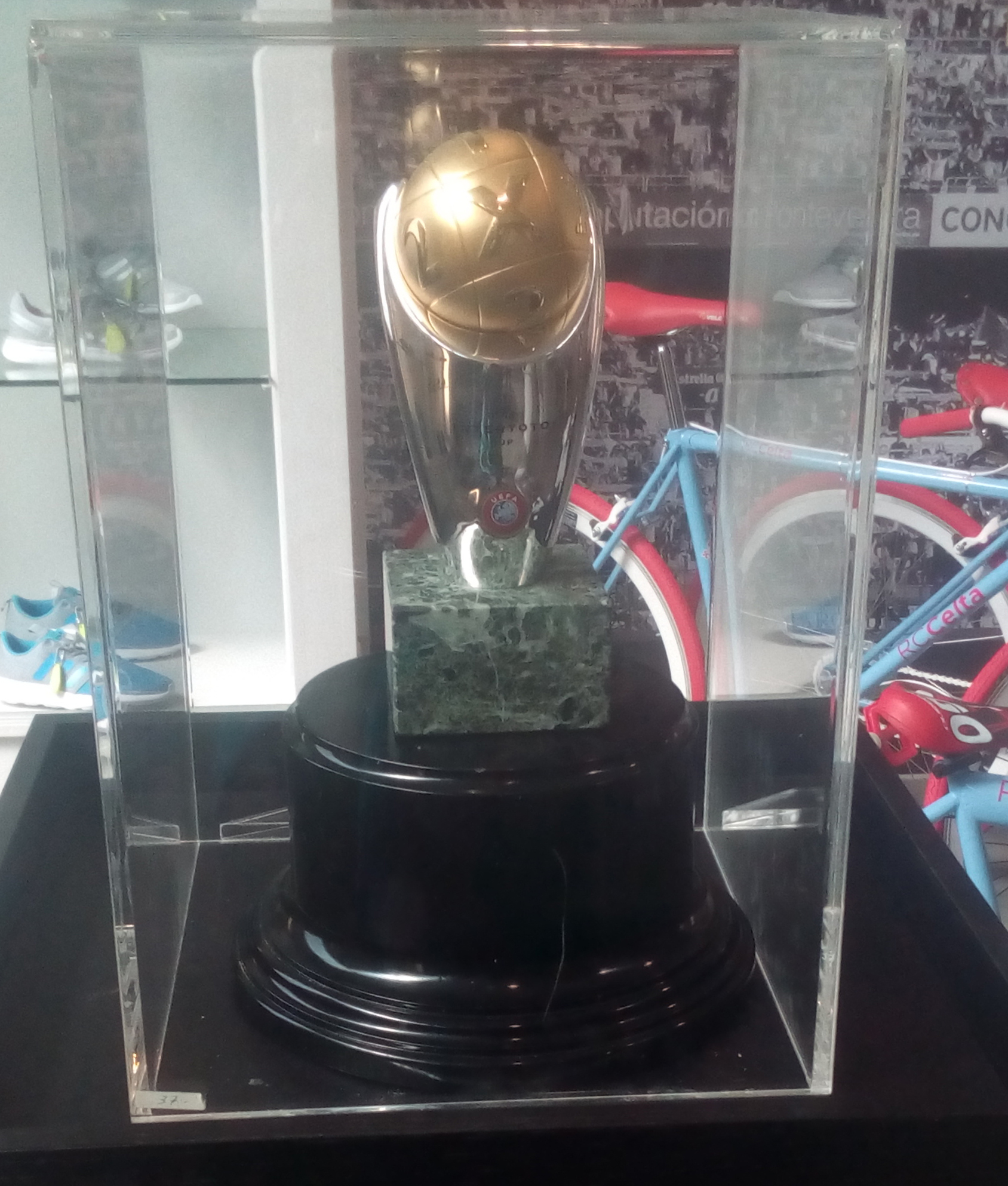
كأس الإنترتوتو التي فاز بها باريس سان جيرمان في عام 2001.

عاد باريس سان جيرمان إلى مستواه بفوزه بلقبه الأوروبي الثاني، كأس إنترتوتو، في صيف عام 2001. كانت هذه هي المشاركة الأولى والوحيدة للنادي في هذه المسابقة الصغيرة، التي ألغاها الاتحاد الأوروبي لكرة القدم في عام 2008. وكان الباريسيون يتطلعون إلى تأمين مكان في كأس الاتحاد الأوروبي من خلال الفوز بكأس إنترتوتو، وكان أسطورة النادي لويس فيرنانديز، في فترته الثانية مع باريس سان جيرمان، هو الرجل الذي كان لديه مهمة صعبة في قيادة فريق مليء بالمتألقين فرديًا، والذي ضم المدافعين الأرجنتينيين ماوريسيو بوتشيتينو غابرييل هاينزه، وصانع الألعاب الإسباني ميكل أرتيتا، والساحر النيجيري جي-جي أوكوتشا، والمهاجم الفرنسي نيكولا أنيلكا. وانضم النجم العالمي المستقبلي رونالدينيو أيضًا إلى الفريق بعد بطولة الصيف.
أصبح باريس أحد الفائزين الثلاثة في بطولة إنترتوتو بعد مسيرة مهيمنة شهدت سحقهم لجاز وخنت وتافريا سيمفروبول في طريقهم إلى المباراة النهائية المكونة من مباراتين. هناك، التقوا بفريق بريشيا بقيادة روبرتو باجو، وهو الفريق الذي كان يضم أيضًا لاعبين مثل بيب غوارديولا ولوكا توني. في مباراة الذهاب، تبادل باريس وبريشيا الهجمات على ملعب بارك دي برينس، لكن لم يتمكن أي من الجانبين من إيجاد طريق للشباك. وكانت مباراة الإياب في إيطاليا متقاربة أيضا، حيث انتهت بالتعادل في وقت متأخر من الشوط الثاني. وسدد أوكوتشا ركلة حرة في القائم قبل أن يسجل ألوسيو جوسيه دا سيلفا هدف الفوز باللقب. ورد أصحاب الأرض على الفور عندما سجل باجو ركلة جزاء قبل عشر دقائق من صافرة النهاية، لكن باريس سان جيرمان حقق اللقب بقاعدة الأهداف خارج الأرض.
واصل نادي العاصمة مستواه الجيد في كأس الاتحاد الأوروبي 2001–02، حيث تغلب بسهولة على رابيد بوخارست ورابيد فيينا في بداية مشرقة للموسم. لكن الأمور انتهت في النهاية بخيبة أمل بالنسبة لباريس سان جيرمان، حيث انهار الفريق بسبب عدم توافق اللاعبين مع فيرنانديز. خسروا بركلات الترجيح أمام رينجرز في الدور الثالث بعد مباراتين بدون أهداف، وتمكنوا من الحصول على المركز الرابع في الدوري، ليتأهلوا إلى كأس الاتحاد الأوروبي مرة أخرى.
وفي الصيف، رحل أرتيتا وأوكوتشا بعد تلقيهما عروضا أفضل، فيما تم بيع أنيلكا بسبب الخلاف المستمر مع المدرب. كما كان فيرنانديز يضع رونالدينيو على مقاعد البدلاء بانتظام، واتهم البرازيلي بالتركيز على الحياة الليلية في المدينة أكثر من التركيز على كرة القدم. وكانت النتيجة أداءً أسوأ؛ حيث أنهى باريس سان جيرمان البطولة في المركز الحادي عشر وعانى من خروج مبكر آخر من البطولة الأوروبية في كأس الاتحاد الأوروبي 2002–03. تخلصوا بسهولة من أويبست وناشونال بوخارست ‏ في الدورين الافتتاحيين قبل أن يتم إقصائهم على يد بوافيشتا البرتغالي بفارق الأهداف خارج الأرض في الدور الثالث. تمكن باريس سان جيرمان، الذي لعب بعشرة لاعبين، من التغلب على منافسه بنتيجة 2–1 في فرنسا، لكن خطأً فادحًا من حارس المرمى ليونيل ليتيزي في مباراة الإياب أخرج فريقه. تم إقالة فيرنانديز في نهاية الموسم، في حين أكد رحيل بوتشيتينو ورونالدينيو انتهاء مسيرة فريق واعد لم يحقق إمكاناته الكاملة أبدًا.

### كأس الاتحاد الأوروبي / الدوري الأوروبي (2003–11)
عاد باريس سان جيرمان لفترة وجيزة إلى دوري أبطال أوروبا في موسم 2004–05. خلال ذلك، كان أداء النادي مخيبا للآمال تماما، باستثناء فوزه على حامل اللقب بورتو. عاش الباريسيون ليلة سحرية في ملعب بارك دي برينس ليحققوا فوزهم الوحيد بعد أن احتلوا المركز الأخير في مجموعتهم. وجد باريس سان جيرمان طريقه إلى الشباك عندما حول تشارلز إدوارد كوريدون ‏ كرة عرضية إلى ركلة عقرب من داخل منطقة الجزاء ليفاجئ حارس المرمى. ضاعف أسطورة النادي باوليتا النتيجة بعد دقيقة واحدة فقط لتصبح النتيجة النهائية 2–0. تعتبر ضربة كوريدون البهلوانية واحدة من أفضل الأهداف المسجلة في تاريخ دوري أبطال أوروبا.
تحسن أداء فريق العاصمة في مشاركته القارية التالية، هذه المرة بتجاوز دور المجموعات والوصول إلى دور الستة عشر في كأس الاتحاد الأوروبي 2006–07. فاز باريس سان جيرمان في مباراة الذهاب على بنفيكا بنتيجة 2–1. وفي مباراة الإياب، كان الفريق البرتغالي متقدما بنتيجة 2–0، لكن هدف باوليتا لصالح باريس هدد بأخذ المباراة إلى الوقت الإضافي. لقد تطلب الأمر ركلة جزاء في اللحظة الأخيرة من سيماو لإقصائهم. عاد باريس سان جيرمان بشكل أقوى في كأس الاتحاد الأوروبي 2008–09. كان الفريق في المركز الأخير في المجموعة الأولى، فقد احتاجوا إلى هزيمة تفينتي في ملعب بارك دي برينس في الجولة الأخيرة بتسجيل هدف واحد أكثر من راسينغ سانتاندير للحصول على المركز الثالث والتقدم إلى دور الـ 32.

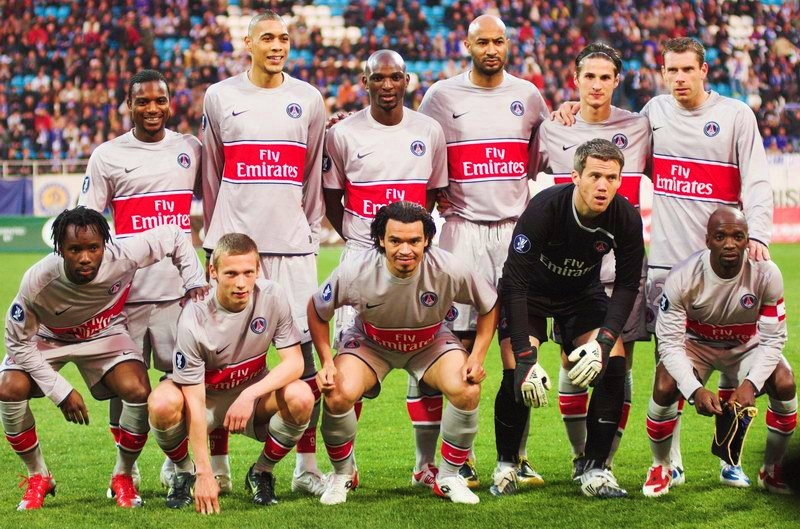
باريس سان جيرمان في ربع نهائي كأس الاتحاد الأوروبي 2008–09.

سجل بيغوي لوييندولا هدف التقدم لفريق باريس سان جيرمان بعد ثماني دقائق فقط من بداية المباراة، ثم ضاعف ستيفان سيسينيون النتيجة في منتصف الشوط الأول. وفي الوقت نفسه، كان فريق راسينغ أيضًا متقدمًا بنفس الفارق. وبعد الاستراحة، حصل لوييندولا على ركلة جزاء لكن الحارس تصدى لتسديدة ماتيا كيجمان، بينما سجل راسينغ الهدف الثالث وجعل باريس في حالة صعبة. وتغير حظ باريس سان جيرمان في أخر عشر دقائق حيث عوض كيجمان فشله في ركلة الجزاء بتوقيع الثالث، ثم تابع لوييندولا تمريرة عرضية ليضع الكرة على الفور في المرمى الخالي بعد أن خدع حارس المرمى. لم يتمكن راسينغ من تسجيل المزيد من الأهداف وتفوق عليه باريس في الأهداف المسجلة.
ثم تغلب الفريق الأحمر والأزرق بسهولة على بطل الدوري الألماني المستقبلي فولفسبورغ بنتيجة 5–1 في مجموع المباراتين بفضل هدفين من غيوم هوارو ولويندولا. كان هوارو مرة أخرى بطل المباراة ضد براغا في دور الستة عشر، حيث سجل هدف المباراة الوحيد في المباراتين وأرسل باريس إلى ربع نهائي بطولة أوروبية كبرى لأول مرة منذ عام 1997. لكن الأهداف لم تأت لصالح باريس سان جيرمان أمام دينامو كييف. بدا الفريق الفرنسي الفريق الأكثر احتمالا للتسجيل لكنه لم يتمكن من اختراق دفاع دينامو وخرج من مباراة الذهاب بالتعادل السلبي. في أوكرانيا، وبفضل هدف عكسي سخيف وخطأ آخر من حارس مرمى باريس سان جيرمان ميكائيل لاندرو، حقق دينامو فوزًا كبيرًا بنتيجة 3–0 ليخرج الزوار من المنافسة.
بدا باريس سان جيرمان واعدًا مرة أخرى في الدوري الأوروبي 2010–11، والتي كانت تُعرف بكأس الاتحاد الأوروبي حتى عام 2009. وبعد التغلب على مكابي تل أبيب في مباراة فاصلة مثيرة انتهت بتسعة أهداف مقابل هدف، وقع بطل كأس فرنسا في مجموعة الموت إلى جانب إشبيلية وبوروسيا دورتموند وكارباتي لفيف. بفضل تألق نيني، أنهى باريس سان جيرمان العام متصدرًا للمجموعة العاشرة دون خسارة أي واحدة، متفوقًا بجدارة على أقرب منافسيه إشبيلية في المباراتين. لكن باريس تراجع بعد العطلة الشتوية ونجح بالكاد في الفوز على باتي بوريسوف بقاعدة الأهداف خارج الأرض بفضل هدف لوييندولا المتأخر في مباراة الذهاب. في تكرار لمباراة عام 2007، تحطمت أحلام باريس سان جيرمان على يد بنفيكا. بعد أن عاد من التأخر بهدف ليفوز 2–1 في لشبونة، سجل الفريق البرتغالي أولاً في بارك دي برينس، ومنع باريس من محاولة العودة على الرغم من أن ماثيو بودمر سجل التعادل بسرعة بتسديدة رائعة.

### الاستحواذ القطري ومتاعب دوري أبطال أوروبا (2011–19)
تحول نادي باريس سان جيرمان إلى منافس على دوري أبطال أوروبا في عام 2011، عندما أصبح أحد أغنى الأندية في العالم بعد شرائه من قبل شركة قطر للاستثمارات الرياضية. على الرغم من العثرة الأولية في موسم 2011–12، والتي انتهت بإقصائهم من الدوري الأوروبي في مرحلة المجموعات، إلا أن النادي وجد موطئ قدم له في الموسم التالي. بقيادة كارلو أنشيلوتي وزلاتان إبراهيموفيتش في موسم 2012–13، ظهر باريس سان جيرمان ظهوره الأول في دوري أبطال أوروبا منذ عام 2004. اعتُبرت عودة النادي ناجحة؛ حيث بعد تصدره لمجموعته، تغلب باريس على فالنسيا في دور الستة عشر، ليصبح أول فريق فرنسي يفوز في ميستايا في أي مسابقة أوروبية، لكن لم يحالفه الحظ بالخروج بفارق الأهداف خارج الأرض أمام برشلونة في ربع النهائي بعد التعادل في المباراتين (2–2 في باريس و1–1 في برشلونة).

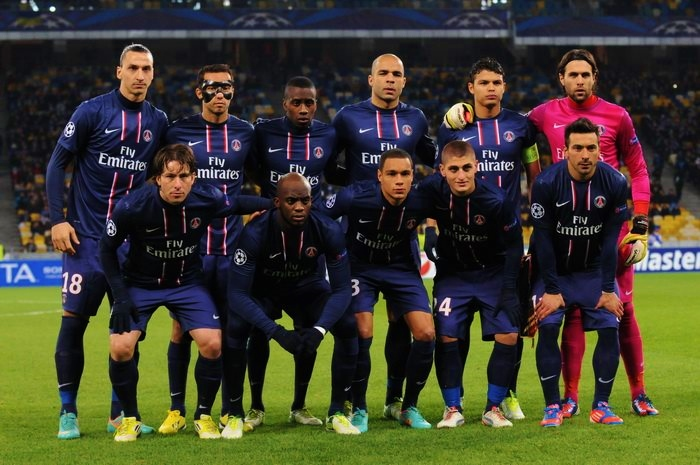
عاد باريس سان جيرمان إلى دوري أبطال أوروبا في موسم 2012–13.

تحت قيادة المدرب الجديد لوران بلان، عانى باريس سان جيرمان من نفس النتيجة في موسم 2013–14، والآن ضد تشيلسي. حيث بعد أن فازوا بنتيجة 3–1 على أرضهم، وبدا أنهم على بعد خطوة واحدة من الدور نصف النهائي، خرجوا بفارق الأهداف خارج الأرض بعد خسارتهم 2–0 في لندن (3–1 في باريس). كان هدف زلاتان إبراهيموفيتش الصاروخي ضد أندرلخت في مرحلة المجموعات بمثابة الحدث الأبرز، حيث تم اختياره كواحد من أفضل الأهداف في تاريخ المسابقة. انتقم رجال بلان من تشيلسي في موسم 2014–15، حيث أقصوه بعد الوقت الإضافي في دور الستة عشر. لكن فرحتهم لم تدم طويلا، إذ تفوق برشلونة، البطل في نهاية المطاف، على الفريق الباريسي في ربع النهائي ذهابُا وإيابًا بمجموع 5–1 في المبارتين (1–3 في باريس و0–2 في برشلونة). كان المسمار الأخير في نعش بلان هو الخسارة أمام مانشستر سيتي في موسم 2015–16. كما حدث في الموسم السابق، تغلب باريس سان جيرمان على تشيلسي (4–2 في مجموع المبارتين) لكنه لم يتمكن من تجاوز مانشستر سيتي في ربع النهائي (2–2 في باريس و0–1 في مانشستر).
بعد فوزه بثلاثة ألقاب متتالية في الدوري الأوروبي مع إشبيلية، عُين أوناي إيمري من قبل النادي لخبرته الأوروبية في موسم 2016–17. ولكن مع رحيل إبراهيموفيتش في الصيف. عانى باريس سان جيرمان من هزيمته القارية الأكثر إيلامًا على الإطلاق على يد برشلونة في دور الستة عشر. مرة أخرى، أظهر باريس سان جيرمان أنه قادر على أن يكون رائعًا في يوم ما وأن يكون كارثيًا في اليوم التالي، حيث سحق برشلونة 4–0 في باريس لكن الطاولة قلبت عليه يعد الخسارة المهينة 6–1 في كامب نو. تُعرف المباراة باسم "لا ريمونتادا" ("العودة") في تراث كرة القدم، حيث سجل برشلونة ثلاثة أهداف في الدقائق السبع الأخيرة من ضمنهم هدف الفوز والتأهل الذي سجله سيرجي روبرتو في الدقيقة 90+5، تعتبر عودة برشلونة من أعظم العودات في النتائج في تاريخ دوري أبطال أوروبا.
عقب المقابلة، تعرض حكم المباراة دنيز آيتكين لانتقادات شديدة، خاصة لرفضه منح باريس سان جيرمان ركلة جزاء عندما كانت النتيجة 3–1، ثم منح ركلة جزاء ثانية اعتبرت مشكوك فيها لبرشلونة. كما أدت هذه المباراة إلى تحريك عملية انتقال نيمار القياسية العالمية إلى العاصمة الفرنسية بعد بضعة أشهر. وتكهن الصحفيون بأن أحد أسباب رحيله عن برشلونة، هو تركيز وسائل الإعلام على زميله في الفريق ليونيل ميسي، متجاهلة الدور المحوري الذي لعبه نيمار في الفوز على باريس سان جيرمان (سجل هدفين). في موسم 2017–18، وعلى الرغم من وجود نيمار وإدينسون كافاني وكيليان مبابي في المقدمة، إلا أنهم لم يكونوا ندًا للبطل في النهاية ريال مدريد. خسر باريس سان جيرمان مباراتيه في دور الستة عشر (3–1 في مدريد و2–1 في باريس)، ليعلن نهاية عهد إيمري.
اتجه باريس سان جيرمان إلى المدرب الألماني توماس توخل في موسم 2018–19. على وشك الوصول إلى ربع النهائي لأول مرة منذ عام 2016، حقق أبطال الدوري الفرنسي فوزًا آخر في مباراة الذهاب ليخرجوا بفارق الأهداف خارج الأرض. بفضل هدفين من بريسنيل كيمبيمبي ومبابي، أصبح باريس سان جيرمان أول فريق فرنسي يتغلب على مانشستر يونايتد في أولد ترافورد في أي مسابقة أوروبية (2–0)، لكنه تعرض لهزيمة قاسية في باريس. تحول كيمبيمبي، أحد أبطال مباراة الذهاب في مانشستر، إلى محط انتقادات عندما ارتطمت الكرة في ذراعه داخل منطقة الجزاء في الثواني الأخيرة من المباراة. استشار الحكم تقنية الفيديو المساعد واحتسب ركلة الجزاء. سجل ماركوس راشفورد الهدف الثالث ليفوز يونايتد 3–1، ويقصي باريس سان جيرمان بعد عودة محرجة أخرى.

### نهائي ونصف نهائي دوري أبطال أوروبا (2019–21)

تشكيلة نهائي دوري أبطال أوروبا 2020

تمكن باريس سان جيرمان أخيرًا من كسر عقدة دوري أبطال أوروبا في موسم 2019–20. بدون النجوم نيمار وإدينسون كافاني وكيليان مبابي، سحق الباريسيون ريال مدريد 3–0 بهدفين من أنخيل دي ماريا في مباراتهم الافتتاحية في دور المجموعات، ومهدوا الطريق لتصدر المجموعة الأولى. أوقعت القرعة باريس سان جيرمان مع بوروسيا دورتموند، وعادت كوابيسهم القديمة إلى الظهور. أدى الأداء الضعيف للفريق إلى خسارة باريس 2–1 في ألمانيا، مما جعلهم على وشك الخروج من دور الستة عشر للمرة الرابعة على التوالي. لكن فريق توماس توخل صعد في مباراة الإياب حيث سجل نيمار الهدف الأول وقاد باريس سان جيرمان إلى ربع النهائي بفوزه 2–0 على دورتموند في ملعب بارك دي برينس الخالي من الجمهور، بسبب جائحة فيروس كورونا.
بسبب تأثير تفشي فيروس كورونا ‏، أجلت مباريات دوري أبطال أوروبا حتى أغسطس 2020، عندما استؤنفت بنظام خروج المغلوب مباشرة في لشبونة. على الرغم من أن الكثيرين يرون أن المباراة ستكون سهلة، إلا أن أتالانتا جعل باريس يعاني في يوم الذكرى الخمسين لتأسيسه. سجل أتالانتا، الوافد الجديد على البطولة، الهدف الأول وكان على بعد دقائق قليلة من المربع الذهبي ضد فريق باريس سان جيرمان الذي لم ينجح في تحقيق النتيجة المرجوة. أشعل نيمار، الذي أهدر فرصتين واضحتين، ومبابي عودة مثيرة في اللحظات الأخيرة ليقودا باريس إلى الدور نصف النهائي من دوري أبطال أوروبا لأول مرة منذ عام 1995. حيث صنع البرازيلي لمواطنه ماركينيوس هدف التعادل المسجل في الدقيقة 90، بينما مرر مبابي الكرة إلى البطل غير المتوقع إريك ماكسيم تشوبو-موتينغ الذي سجل هدف الفوز في اللحظات الأخيرة (90+3).
كان آر بي لايبزيغ هو الخصم التالي لباريس سان جيرمان. لكن هذه المرة لم يكن هناك مجال للمفاجآت. كان الفريق الأحمر والأزرق متفوقًا منذ البداية، حيث حسم المباراة قبل مرور ساعة من زمن المباراة، بأهداف من ماركينيوس ودي ماريا وخوان بيرنات ليصل إلى نهائي دوري أبطال أوروبا لأول مرة في تاريخه. واجهوا العملاق الألماني بايرن ميونخ في مباراة متقاربة للغاية. حصل باريس سان جيرمان على فرصته لكن قدرته على إنهاء الهجمات لم تكن في أفضل حالاتها. أولا، تصدى حارس مرمى بايرن مانويل نوير لمحاولة نيمار، ثم جاءت فرصة مبابي المهدرة في نهاية الشوط الأول لتكون بمثابة نقطة تحول. كان بايرن الطرف الأفضل في الشوط الثاني وعاقبهم مبكرًا عن طريق خريج أكاديمية باريس سان جيرمان كينغسلي كومان، الذي سجل هدف المباراة الوحيد برأسه.
بعد أن أوقعته القرعة في مجموعة الموت، عانى باريس سان جيرمان من بداية متعثرة في موسم 2020–21. خسروا أمام مانشستر يونايتد في مباراتهم الافتتاحية (1–2، وهي أول هزيمة لهم على أرضهم في هذه المرحلة منذ عام 2004 ‏ )، وفازوا على إسطنبول بشاق شهر (0–2) وخسروا أمام لايبزيغ (2–1). مع اقتراب الإقصاء، قادت أهداف نيمار الستة في انتصاراتهم الثلاثة التالية إلى تصدر المجموعة بصعوبة، وبفضل فارق الأهداف. كانت مباراة العودة مع مانشستر ذات طابع خاص،فقد انتقم باريس مما حدث في عام 2019 بالفوز في أولد ترافورد (3–1) وتقريب مانشستر يونايتد من مغادرة المنافسة. الآن مع وجود ماوريسيو بوتشيتينو على مقاعد البدلاء، بعد إقالة توخيل، انتقم باريس سان جيرمان أيضًا من "لا ريمونتادا" برشلونة عام 2017، بعد أن أصبح أول فريق فرنسي يفوز في كامب نو في دوري أبطال أوروبا وثاني يفعل ذلك بعد ميتز في كأس الكؤوس عام 1984. سحق باريس برشلونة في إسبانيا بثلاثية من كيليان مبابي (4–1)، قبل أن يمنع كيلور نافاس بأداء كبير، أي فرصة لانهيار آخر في مباراة الإياب، ليصلوا إلى ربع النهائي (1–1).
واجه باريس سان جيرمان حامل اللقب بايرن ميونيخ في مباراة إعادة لنهائي العام الماضي. سيطر الفريق البافاري على مباراة الذهاب، لكن باريس كان الفريق الأكثر فاعلية وحسم الفوز بنتيجة 3–2 في أليانز أرينا. سجل مبابي هدفين، ومنح نيمار تمريرتين حاسمتين، وأنقذ نافاس عدة فرص، ليصبح باريس سان جيرمان أول فريق فرنسي يهزم بايرن في مراحل خروج المغلوب في دوري أبطال أوروبا منذ سانت إتيان في عام 1969. في مباراة الإياب، فشل رجل المباراة نيمار في حسم اللقاء رغم فرصه العديدة، لكن باريس سان جيرمان المضيف تقدم إلى الدور قبل النهائي بفارق الأهداف خارج الأرض على الرغم من خسارته 1–0. في مواجهة مانشستر سيتي على أرضه، تقدم باريس سان جيرمان بهدف عن طريق ماركينيوس بعد أداء رائع في الشوط الأول، لكنه انهار في الشوط الثاني، حيث استغل سيتي خطأين كبيرين من باريس ليقلب المباراة (1–2). ثم ضمن السيتيزنز مكانهم في المباراة النهائية بفوز على ملعب الاتحاد (2–0).

### العودة إلى نقطة البداية، نصف نهائي دوري أبطال أوروبا (2021–2025)
عاد باريس سان جيرمان إلى نقطة البداية في موسم 2021–22. وعلى الرغم من سجلهم الأفضل في المواجهات المباشرة، فقد خسروا صدارة المجموعة الأولى أمام مانشستر سيتي. حقق رجال ماوريسيو بوتشيتينو الفوز في ملعب بارك دي برينس، حيث سجل ليونيل ميسي أول هدف لباريس سان جيرمان (2–0)، لكنهم خسروا في إنجلترا، بعد أن سجل كيليان مبابي الهدف الافتتاحي (1–2). لكن الخسارة الكبيرة التي تعرض لها باريس سان جيرمان كانت تعادلاته المخيبة للآمال أمام كلوب بروج وآر بي لايبزيغ. كان الفوز بأي من هاتين المباراتين سيرفع رصيده النهائي من 11 إلى 13 وكان سيضعه فوق مانشستر سيتي. أوقعت القرعة الفريق الأحمر والأزرق في مواجهة ريال مدريد في دور الستة عشر. وبعد أن منح باريس أفضلية صغيرة بهدف متأخر في مباراة الذهاب (1–0)، سجل مبابي مرة أخرى في مدريد ليضع فريقه في المقدمة بهدفين قبل أقل من 30 دقيقة من نهاية المباراة. ثم انهار فريق باريس سان جيرمان، حيث استقبل ثلاثة أهداف في 17 دقيقة (1–3).
سارت الأمور في موسم 2022–23 على نحو مماثل حيث فشل باريس سان جيرمان في تصدر المجموعة الثامنة. وبعد تعادلهما 1–1 في المباراتين، أنهى باريس وبنفيكا الموسم متساويين في النقاط والمواجهات المباشرة وفارق الأهداف والأهداف المسجلة. في النهاية، تفوق الفريق البرتغالي على باريس سان جيرمان وحصل على المركز الأول لأنه سجل عددًا أكبر من الأهداف خارج أرضه. وعلى صعيد إيجابي، بدأ الفريق الباريسي الموسم بالفوز على يوفنتوس 2–1 في أرضه. ضمنت ثنائية كيليان مبابي أول انتصار للفريق الفرنسي على الإطلاق ضد الإيطاليين في تسع مباريات، بعد أن خسروا أخر ست مباريات. كما حصلوا لاحقًا على النقاط الثلاث في تورينو بنفس النتيجة. وكان من أبرز ما حققوه فوزًا بنتيجة 7–2 على أرضهم على مكابي حيفا، والذي عادل رقمهم القياسي من حيث الأهداف المسجلة في مباراة أوروبية. بعد وقوعه مع بايرن ميونخ في دور الستة عشر، أظهر باريس سان جيرمان محدوديته مرة أخرى حيث خرج بنتيجة 3–0 في مجموع المباراتين (1–0 في باريس و 2–0 في ميونخ). كان هذا هو إقصائهم الخامس في هذا الدور خلال السنوات السبع الماضية.

## السجلات
آخر تحديث 29 يناير 2025. السجلات الكاملة في مسابقات الاتحاد الأوروبي لكرة القدم
.

### النادي
- أكبر فوز: 7–0.[120]

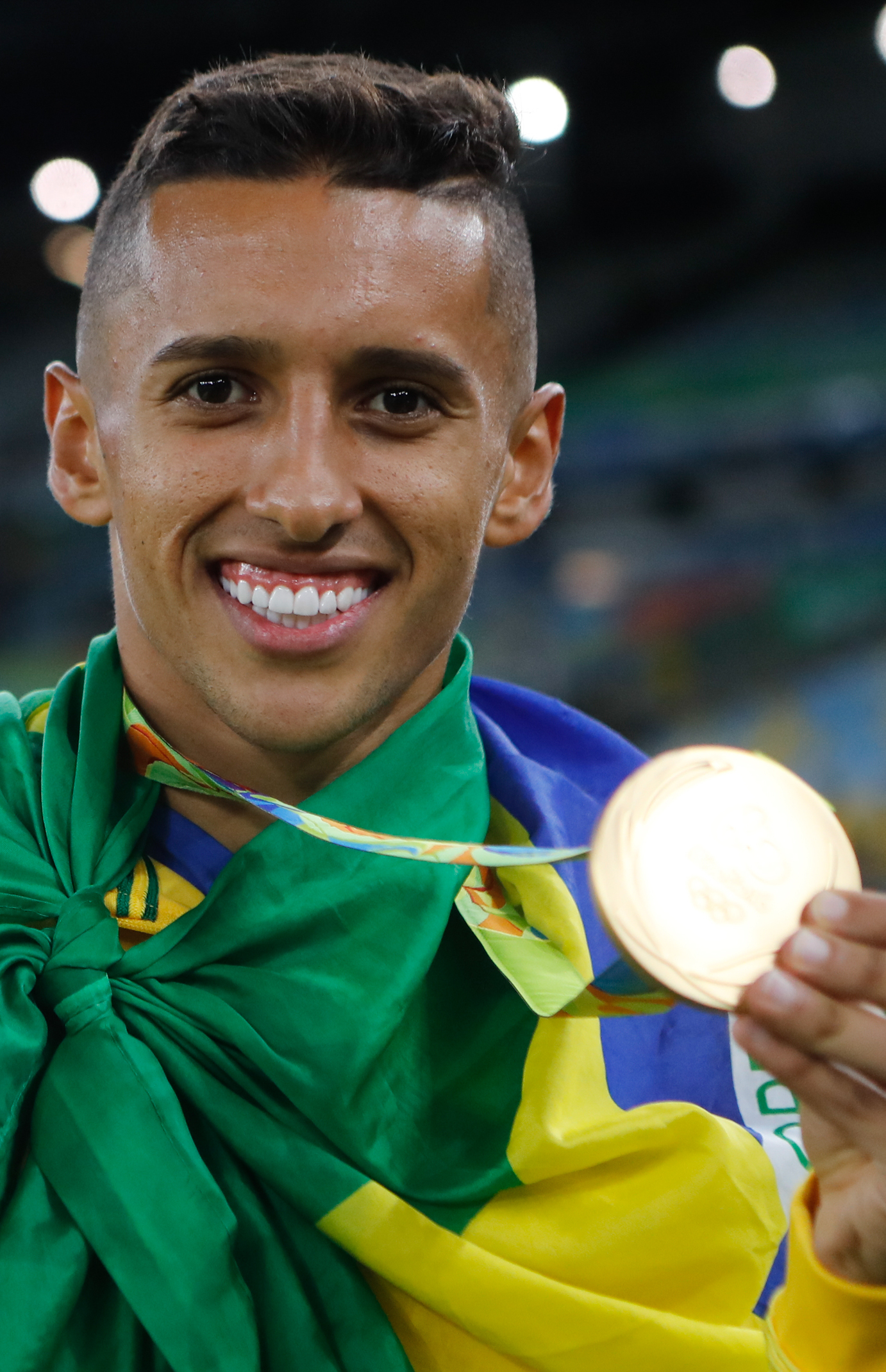
ماركينيوس، أكثر من حمل قميص الفريق.

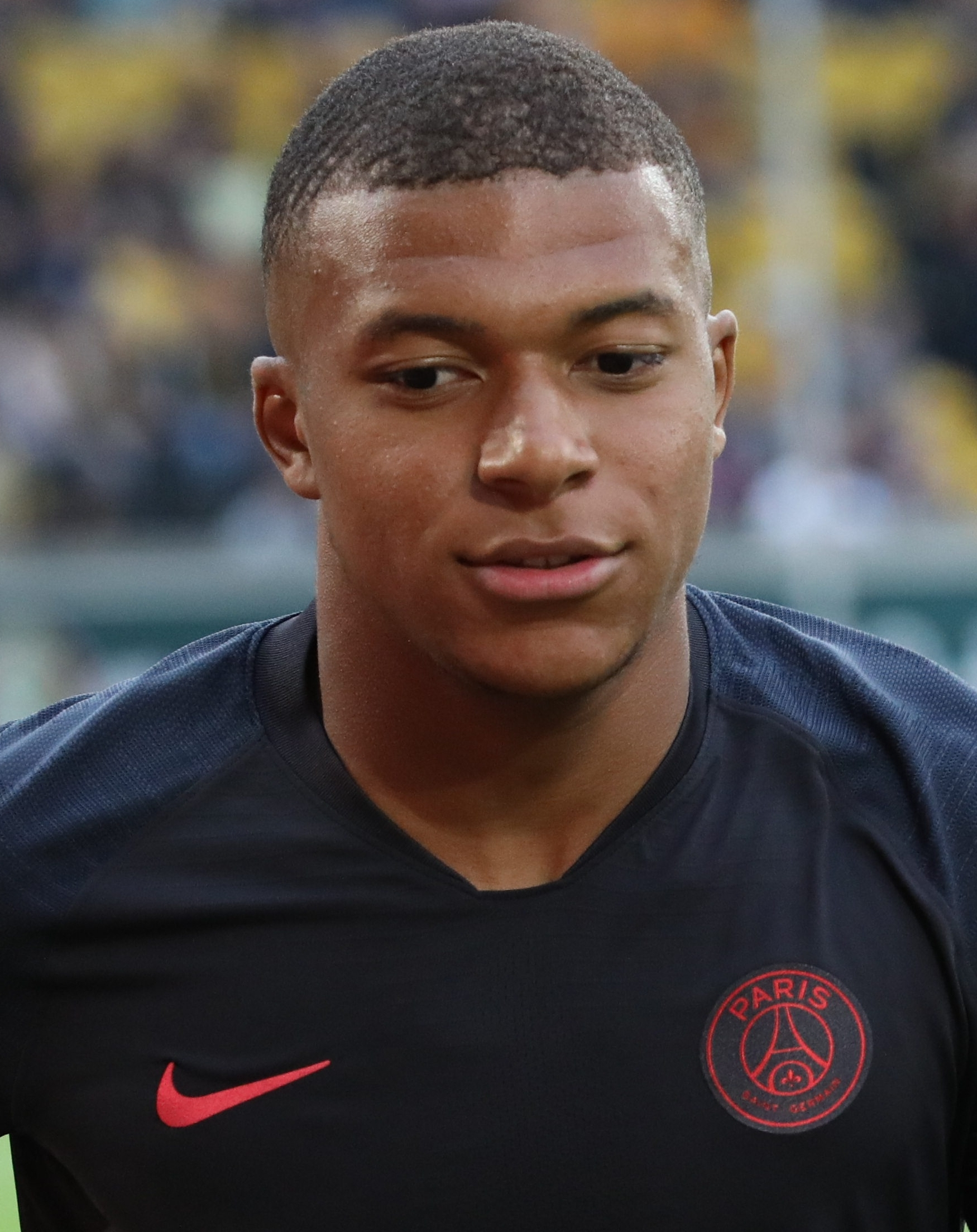
كيليان مبابي، أفضل هداف للفريق.

  - داخل الميدان أمام بريست، دوري أبطال أوروبا، 19 فبراير 2025.
- الهزيمة الأكبر: 1–6.[119]
  - داخل الميدان يوفنتوس، كأس السوبر الأوروبي، 15 يناير 1997.
  - خارج الميدان أمام برشلونة، دوري أبطال أوروبا، 8 مارس 2017.
- أطول سلسلة انتصارات: 8 مباريات.[119]
- أطول سلسلة من المباريات دون هزيمة: 19 مباراة.[119]
- أكبر عدد من الأهداف المسجلة في موسم واحد: 38 في دوري أبطال أوروبا 2024–25.[119]
- أقل عدد من الأهداف التي استقبلتها شباك الفريق في موسم واحد: هدفان في كأس الاتحاد الأوروبي 2002–03.[119]
- أعلى نسبة حضور على أرضه: 49،575 أمام واترشاي ثور، كأس الكؤوس الأوروبية، 13 مارس 1983.[121]
- أقل عدد من الحضور على أرضه: 9،117 أمام كارباتي لفيف، الدوري الأوروبي، 30 سبتمبر 2010.[122]

### المدربون والرؤساء
- الرئيس الأكثر حصولاً على الألقاب: لقب واحد – ميشيل دينيسو  [لغات أخرى]‏ ولوران بيربير وناصر الخليفي.[123][124]
- المدرب الأكثر تتويجًا: لقبان – لويس فيرنانديز.[125]
- الأكثر خوضًا للمباريات: 46 مباراة – لويس فيرنانديز .[5][56]
- الأكثر فوزًا بالمباريات: 30 فوزًا – لويس فيرنانديز.[5][56]

### اللاعبون
- أكثر من شارك مع الفريق: 107 – ماركينيوس.[126]
- الأكثر حفاظًا على نظافة شباكه: 24 – برنارد لاما.[5][127]
- أكثر لاعب تسجيلاً للأهداف: 42 – كيليان مبابي.[128]
- أكبر عدد من الأهداف في موسم واحد: 10 – زلاتان إبراهيموفيتش في دوري أبطال أوروبا 2013–14.[126]
- أكثر عدد من الأهداف في مباراة واحدة: 4 – زلاتان إبراهيموفيتش (ضد أندرلخت، دوري أبطال أوروبا، 23 أكتوبر 2013).[126]
- أكبر عدد من التمريرات الحاسمة: 22 – كيليان مبابي.[5][129][130]
- أكثر عدد من التمريرات الحاسمة في موسم واحد: 7 – زلاتان إبراهيموفيتش في دوري أبطال أوروبا 2012–13.[131]
- أكثر عدد من التمريرات الحاسمة في مباراة واحدة: 4.
  - ليوناردو (ضد ستيوا بوخارست، دوري أبطال أوروبا، 27 أغسطس 1997).[132]
  - زلاتان إبراهيموفيتش (ضد دينامو زغرب، دوري أبطال أوروبا، 6 نوفمبر 2012).[133]

## الإحصائيات
آخر تحديث 31 مايو 2025.

### الألقاب
| النوع | المسابقة             | التتويجات | المواسم |
| ----- | -------------------- | --------- | ------- |
| قاري  | دوري أبطال أوروبا    | 1         | 2024–25 |
| قاري  | كأس الكؤوس الأوروبية | 1         | 1995–96 |
| قاري  | كأس إنترتوتو         | 1         | 2001    |

- رقم قياسي

- S رقم مشترك

### النهائيات
| كأس الكؤوس الأوروبية 8 مايو 1996 | باريس سان جيرمان | 1–0   | رابيد فيينا | بروكسل، بلجيكا                                                              |
| 20:15 ت.و.أ.ص (ت ع م+01:00)      | نغوتي 29'        | تقرير |             | الملعب: ملعب الملك بودوان الحضور: 37،500 الحكم: بييرلويجي بايريتو (إيطاليا) |

| السوبر الأوروبي (الذهاب) 15 يناير 1997 | باريس سان جيرمان | 1–6   | يوفنتوس                                                                 | باريس، فرنسا                                                             |
| 20:30 ت.و.أ.ص (ت ع م+01:00)            | راي 52' (ركلة.)  | تقرير | 4' بوريني · 22'، 40' بادوفانو · 33' فيرارا · 83' لومباردو · 88' أموروزو | الملعب: ملعب حديقة الأمراء الحضور: 29,519 الحكم: نيكولاي ليفنكوف (روسيا) |

| السوبر الأوروبي (الإياب) 5 فبراير 1997      | يوفنتوس                         | 3–1 (9–2 المجموع) | باريس سان جيرمان | باليرمو، إيطاليا                                                          |
| 20:45 ت.و.أ.ص (ت ع م+01:00)                 | دل بييرو 36'، 70' · فييري 90+3' | تقرير             | راي 63' (ركلة.)  | الملعب: ملعب رينزو باربيرا الحضور: 35،100 الحكم: سيرجي مامنتالير (سويسرا) |
| ملاحظة: فاز يوفنتوس 9–2 في مجموع المبارتين. |                                 |                   |                  |                                                                           |

| كأس الكؤوس الأوروبية 14 مايو 1997           | برشلونة             | 1–0   | باريس سان جيرمان | روتردام، هولندا                                                  |
| 20:30 توقيت وسط أوروبا الصيفي (ت ع م+01:00) | رونالدو 38' (ركلة.) | تقرير |                  | الملعب: ملعب دي كويب الحضور: 36،802 الحكم: ماركوس ميرك (ألمانيا) |

| كأس إنترتوتو (الذهاب) 7 أغسطس 2001 | باريس سان جيرمان | 0–0   | بريشيا | باريس، فرنسا                                                       |
| 20:30 ت.و.أ.ص (ت ع م+01:00)        |                  | تقرير |        | الملعب: بارك دي برينس الحضور: 35،000 الحكم: مايك ماكوري (إسكتلندا) |

| كأس إنترتوتو (الإياب) 21 أغسطس 2001                                        | بريشيا           | 1–1   | باريس سان جيرمان | بريشا، إيطاليا                                                                      |
| 20:15 ت.و.أ.ص (ت ع م+01:00)                                                | باجو 79' (ركلة.) | تقرير | ألوسيو 74'       | الملعب: ملعب ماريو ريجامونتي الحضور: 23،000 الحكم: خوان أنطونيو فيرنانديز (إسبانيا) |
| ملاحظة: 1–1 في مجموع. فاز باريس سان جيرمان بفضل قاعدة الأهداف خارج الديار. |                  |       |                  |                                                                                     |

| دوري أبطال أوروبا 23 أغسطس 2020 | باريس سان جيرمان | 0–1   | بايرن ميونخ | لشبونة، البرتغال                                               |
| 20:00 توقيت غرب أوروبا الصيفي   |                  | تقرير | كومان 59'   | الملعب: ملعب دا لوز الحضور: 0 الحكم: دانييلي أورساتو (إيطاليا) |

| دوري أبطال أوروبا 31 مايو 2025 | باريس سان جيرمان                                                    | 5–0   | إنتر ميلان | ميونخ، ألمانيا                                                     |
| 21:00 CEST (ت ع م+02:00)       | *حكيمي 12'، 90' - دوي 20'، 63'، 65' - كفاراتسخيليا 73' - مايولو 86' | تقرير |            | الملعب: أليانز أرينا الحضور: 64،327 الحكم: إشتفان كوفاتش (رومانيا) |

### حسب الموسم
| الموسم  | المنافسة             | م.م | ف  | ت | خ | أ.له | أ.عليه | ف.أ | فوز %  | الدور                   |
| ------- | -------------------- | --- | -- | - | - | ---- | ------ | --- | ------ | ----------------------- |
| 1982–83 | كأس الكؤوس الأوروبية | 6   | 4  | 0 | 2 | 10   | 5      | +5  | 066٫67 | ربع النهائي             |
| 1983–84 | كأس الكؤوس الأوروبية | 4   | 2  | 2 | 0 | 6    | 4      | +2  | 050٫00 | الجولة الثانية          |
| 1984–85 | كأس الاتحاد الأوروبي | 4   | 1  | 1 | 2 | 8    | 7      | +1  | 025٫00 | الجولة الثانية          |
| 1986–87 | كأس أوروبا           | 2   | 0  | 1 | 1 | 2    | 3      | −1  | 000٫00 | الجولة الأولى           |
| 1989–90 | كأس الاتحاد الأوروبي | 4   | 1  | 1 | 2 | 4    | 5      | −1  | 025٫00 | الجولة الثانية          |
| 1992–93 | كأس الاتحاد الأوروبي | 10  | 4  | 3 | 3 | 14   | 8      | +6  | 040٫00 | نصف النهائي             |
| 1993–94 | كأس الكؤوس الأوروبية | 8   | 5  | 2 | 1 | 12   | 3      | +9  | 062٫50 | نصف النهائي             |
| 1994–95 | دوري أبطال أوروبا    | 12  | 9  | 1 | 2 | 20   | 9      | +11 | 075٫00 | نصف النهائي             |
| 1995–96 | كأس الكؤوس الأوروبية | 9   | 8  | 0 | 1 | 16   | 4      | +12 | 088٫89 | البطل                   |
| 1996    | كأس السوبر الأوروبي  | 2   | 0  | 0 | 2 | 2    | 9      | −7  | 000٫00 | الوصيف                  |
| 1996–97 | كأس الكؤوس الأوروبية | 9   | 5  | 1 | 3 | 19   | 7      | +12 | 055٫56 | الوصيف                  |
| 1997–98 | دوري أبطال أوروبا    | 8   | 5  | 0 | 3 | 16   | 13     | +3  | 062٫50 | مرحلة المجموعات         |
| 1998–99 | كأس الكؤوس الأوروبية | 2   | 0  | 1 | 1 | 3    | 4      | −1  | 000٫00 | الجولة الأولى           |
| 2000–01 | دوري أبطال أوروبا    | 12  | 4  | 3 | 5 | 22   | 19     | +3  | 033٫33 | مرحلة المجموعات الثانية |
| 2001    | كأس إنترتوتو         | 8   | 5  | 3 | 0 | 20   | 3      | +17 | 062٫50 | البطل                   |
| 2001–02 | كأس الاتحاد الأوروبي | 6   | 2  | 4 | 0 | 9    | 2      | +7  | 033٫33 | الجولة الثالثة          |
| 2002–03 | كأس الاتحاد الأوروبي | 6   | 5  | 0 | 1 | 9    | 2      | +7  | 083٫33 | الجولة الثالثة          |
| 2004–05 | دوري أبطال أوروبا    | 6   | 1  | 2 | 3 | 3    | 8      | −5  | 016٫67 | مرحلة المجموعات         |
| 2006–07 | كأس الاتحاد الأوروبي | 10  | 5  | 3 | 2 | 15   | 8      | +7  | 050٫00 | دور الـ16               |
| 2008–09 | كأس الاتحاد الأوروبي | 12  | 5  | 5 | 2 | 15   | 10     | +5  | 041٫67 | ربع النهائي             |
| 2010–11 | الدوري الأوروبي      | 12  | 4  | 6 | 2 | 18   | 13     | +5  | 033٫33 | دور الـ16               |
| 2011–12 | الدوري الأوروبي      | 8   | 5  | 1 | 2 | 14   | 7      | +7  | 062٫50 | مرحلة المجموعات         |
| 2012–13 | دوري أبطال أوروبا    | 10  | 6  | 3 | 1 | 20   | 8      | +12 | 060٫00 | ربع النهائي             |
| 2013–14 | دوري أبطال أوروبا    | 10  | 7  | 1 | 2 | 25   | 9      | +16 | 070٫00 | ربع النهائي             |
| 2014–15 | دوري أبطال أوروبا    | 10  | 4  | 3 | 3 | 14   | 15     | −1  | 040٫00 | ربع النهائي             |
| 2015–16 | دوري أبطال أوروبا    | 10  | 6  | 2 | 2 | 18   | 6      | +12 | 060٫00 | ربع النهائي             |
| 2016–17 | دوري أبطال أوروبا    | 8   | 4  | 3 | 1 | 18   | 13     | +5  | 050٫00 | دور الـ16               |
| 2017–18 | دوري أبطال أوروبا    | 8   | 5  | 0 | 3 | 27   | 9      | +18 | 062٫50 | دور الـ16               |
| 2018–19 | دوري أبطال أوروبا    | 8   | 4  | 2 | 2 | 20   | 12     | +8  | 050٫00 | دور الـ16               |
| 2019–20 | دوري أبطال أوروبا    | 11  | 8  | 1 | 2 | 25   | 6      | +19 | 072٫73 | الوصيف                  |
| 2020–21 | دوري أبطال أوروبا    | 12  | 6  | 1 | 5 | 22   | 15     | +7  | 050٫00 | نصف النهائي             |
| 2021–22 | دوري أبطال أوروبا    | 8   | 4  | 2 | 2 | 15   | 11     | +4  | 050٫00 | دور الـ16               |
| 2022–23 | دوري أبطال أوروبا    | 8   | 4  | 2 | 2 | 16   | 10     | +6  | 050٫00 | دور الـ16               |
| 2023–24 | دوري أبطال أوروبا    | 12  | 5  | 2 | 5 | 19   | 15     | +4  | 041٫67 | نصف النهائي             |
| 2024–25 | دوري أبطال أوروبا    | 17  | 11 | 1 | 5 | 38   | 15     | +23 | 064٫71 | البطل                   |
| 2025    | كأس العالم للأندية   | 0   | 0  | 0 | 0 | 0    | 0      | +0  | —      | مرحلة المجموعات         |
| 2025    | كأس السوبر الأوروبي  | 0   | 0  | 0 | 0 | 0    | 0      | +0  | —      | النهائي                 |

### حسب المسابقة
| المنافسة                               | م.م | ف   | ت  | خ  | أ.له | أ.عليه | ف.أ  | فوز %  |
| -------------------------------------- | --- | --- | -- | -- | ---- | ------ | ---- | ------ |
| كأس أوروبا / دوري أبطال أوروبا         | 172 | 93  | 30 | 49 | 340  | 196    | +144 | 054٫07 |
| كأس الكؤوس الأوروبية (ألغيت)           | 38  | 24  | 6  | 8  | 66   | 27     | +39  | 063٫16 |
| كأس الاتحاد الأوروبي / الدوري الأوروبي | 72  | 32  | 24 | 16 | 106  | 62     | +44  | 044٫44 |
| كأس إنترتوتو (ألغيت)                   | 8   | 5   | 3  | 0  | 20   | 3      | +17  | 062٫50 |
| كأس السوبر الأوروبي                    | 2   | 0   | 0  | 2  | 2    | 9      | −7   | 000٫00 |
| الإجمالي                               | 292 | 154 | 63 | 75 | 534  | 297    | +237 | 052٫74 |

## انظر ايضًا
- إحصائيات باريس سان جيرمان
- قائمة مواسم نادي باريس سان جيرمان

## روابط خارجية
المواقع الرسمية
- PSG.FR - Site officiel du Paris Saint-Germain
- Paris Saint-Germain - Ligue 1
- Paris Saint-Germain - UEFA.com